# Northwest Arctic Borough
Northwest Arctic Borough is een borough in de Amerikaanse staat Alaska.
De borough heeft een landoppervlakte van 92.976 km² en telt 7.208 inwoners (volkstelling 2000). De hoofdplaats is Kotzebue.